# Trioxys liui
Trioxys liui är en stekelart som beskrevs av Chou 1993. Trioxys liui ingår i släktet Trioxys och familjen bracksteklar. Inga underarter finns listade i Catalogue of Life.